# イーエス・エンターテインメント
イーエス・エンターテインメントとは、かつて存在したラジオ番組やテレビ番組などの企画制作を行う番組制作会社、また、映像ソフトやCDの企画制作・プレス・販売、広告代理業、通信販売業、インターネット・携帯電話コンテンツの企画制作などの事業を展開する制作プロダクション。通称はESエンターテインメントだが、ESエンタテインメントとも表記される。
2013年4月3日に破産手続きが開始され、同年9月6日に破産財団をもって破産手続の費用を支弁するのに不足により廃止された。

## 概要
アニメ作品関連のCDや映像の企画制作・発売および販売、また、声優に関係した番組やソフトの企画制作に強みを持つ。

## 主な制作協力番組

### ラジオ番組
文化放送
- 水樹奈々 スマイルギャング（2002年4月より放送中）
- まみことよーこのお・ま・た・ん!?（2008年7月 - 9月）

超!A&G+（文化放送・地上デジタル音声放送実用化試験）
- (有)チェリーベル（2003年4月より放送中 ※2008年9月までは地上波）

東海ラジオ放送
- ESアワー ラジヲのおじかん（2000年10月 - 2003年3月）

ラジオ大阪
- スウィートジャンクション（2004年10月～2009年4月）

### テレビ番組
九州朝日放送
- 万田TV（以前はテレビ埼玉で放送）

## 提供
- 文化放送 木曜日21:30 - 22:00枠（ESエンターテインメント枠）